# Tatsuya Ishihara
Tatsuya Ishihara (石原立也, Ishihara Tatsuya, nascido em 31 de Julho de 1966) é um diretor de animação japonês natural de Maizuru, Kyoto.

## Séries dirigidas
- Air
- Aka-chan to Boku
- Chuunibyou Demo Koi Ga Shitai
- Full Metal Panic? Fumoffu
- Fushigi Yuugi
- Inu Yasha''': Diretor de episódio(Kyoto Animation)
- Kanon (2006)
- Kimagure Orange Road: Summer's Beginning
- Nichijou
- Tenchi Universe
- A Melancolia de Haruhi Suzumiya
- Clannad
- Clannad After Story